# Josslyn Hay
Josslyn Victor Hay (22e comte d'Erroll) (11 mai 1901 – 24 janvier 1941) est un pair britannique, connu du fait du retentissement de son meurtre, irrésolu, durant la Seconde Guerre mondiale, au Kenya.

## Biographie
Josslyn Victor Hay est le fils aîné du diplomate Victor Hay, 21e comte d'Erroll, Lord Kilmarnock, et de Lucy, épouse du précédent, fille unique du baronnet Allan Mackenzie. En 1911, il assiste au couronnement de George V et il porte la couronne de son grand-père. Il commence ses études au collège d'Eton en 1914, mais il en est renvoyé deux ans plus tard.
Bien qu'ils portent un titre parmi les plus élevés d'Écosse, les comtes d'Erroll, à cette époque, ne sont guère fortunés et ils doivent travailler pour vivre. En 1920, Josslyn Hay est attaché honoraire à Berlin, employé par son père qui est chargé d'affaires dans cette ville jusqu'à l'arrivée d'Edgar Vincent d'Abernon. Son père devient ensuite haut-commissaire en Rhénanie, mais Josslyn Hay reste à Berlin et travaille pour d'Abernon jusqu'en 1922.
Il passe les examens du Bureau des Affaires étrangères et du Commonwealth et on pense qu'il suivra les pas de son père en devenant diplomate. Mais il tombe amoureux de la fille de Gilbert Sackville, 8e comte De La Warr, Idina Sackville, divorcée de l'homme politique Euan Wallace et épouse du capitaine Charles Gordon. Lady Idina ne tarde pas à divorcer et se remarie avec Josslyn Hay le 22 septembre 1923.

## Kenya
Ce mariage cause un scandale à l'époque ; Idina est deux fois divorcée, mène notoirement une vie non-conventionnelle et elle a huit ans de plus que son époux. Le couple s'installe au Kenya en 1924, le déménagement étant financé par l'argent d'Idina. Leur logement est un bungalow sur les pentes des monts Aberdare, appelé Slains, d'après Slains Castle, nom de l'ancienne demeure de la famille Hay ; il est situé en altitude, près des fermes que d'autres colons blancs commencent à installer à cette époque.
La communauté de la Vallée Heureuse se met en place à cette époque ; il s'agit d'un groupe de colons blancs, majoritairement britanniques, qui devient célèbre pour ses mœurs considérées à l'époque comme dissolues, impliquant l'usage de drogue, la consommation d'alcool et l'adultère généralisé entre autres choses. Josslyn Hay devient membre du groupe et il accumule les dettes. Il hérite du titre de son père en 1928. En 1930, il divorce, à cause des problèmes d'argent du couple. Il se remarie ensuite avec Edith Maude Ramsay-Hill, dite « Molly », le 8 février 1930. Le couple habite Oserian, une maison de style marocain sur les rives du lac Naivasha, et continue à participer à la vie hédoniste de la Vallée Heureuse.
À l'occasion d'une visite en Angleterre en 1934, il rejoint la British Union of Fascists fondée par Oswald Mosley et, à son retour au Kenya l'année suivante, il devient président de la Convention of Associations. Il est élu au conseil législatif du Kenya colonial, représentant Kiambu, en 1936,,. Il assiste au couronnement de Georges VI et d'Elizabeth Bowes-Lyon en 1937. Lorsqu'éclate la Seconde Guerre mondiale, il est nommé captain au Kenya Regiment et prend le poste de « Secrétaire militaire » pour l'Afrique de l'Est en 1940.
Le 13 octobre 1939, son épouse décède. Au Muthaiga Country Club, en 1940, il rencontre Diana, Lady Broughton, épouse de Jock Delves Broughton et engage avec elle une relation intime. Cette relation est rapidement connue de tous.

## Meurtre
Le matin du 24 janvier 1941, alors qu'il a passé la nuit avec Diana Broughton, d'Erroll est retrouvé mort dans sa voiture à un carrefour sur la route reliant Nairobi à Ngong. Jock Delves Broughton est accusé et arrêté le 10 mars, son procès commence le 26 mai. Il n'y a pas de témoin oculaire et les preuves présentées contre lui sont peu convaincantes ; de plus, le propre barbier du prévenu est président du jury. Il est acquitté le 1er juillet mais se suicide l'année suivante, en Angleterre.
Josslyn Victor Hay, 22e comte d'Erroll est enterré dans le cimetière de l'église anglicane Saint Paul, à Kiambu, aux côtés de sa seconde épouse, Molly. Sa titulature de comte échoit à sa fille unique, Diana, qu'il a eue avec sa première femme, tandis que le titre de baron Kilmarnock revient à son frère, Gilbert, qui avait pris officiellement le nom de Boyd en 1941,.

## Dans la culture
Ce meurtre, ainsi que la vie de la Vallée heureuse, sont évoqués par Joseph Kessel dans La piste fauve (1954).
Un téléfilm, The Happy Valley, diffusé le 6 septembre 1987 par la BBC, raconte l'histoire du meurtre de Josslyn Hay, vue par les yeux d'une adolescente de quinze ans, Juanita Carberry (fille de John Carberry, 10e baron Carberry), à qui Jock Broughton aurait confessé sa culpabilité avant son arrestation,.
L'affaire fait l'objet d'un livre d'investigation, White Mischief (titre français Sur la route de Nairobi), écrit par James Fox, paru en 1982, adapté dans un film du même nom, dû à Michael Radford en 1987. D'Erroll est interprété par Charles Dance.
Ce cas est traité dans le documentaire Altitude, Alcohol and Adultery, réalisé par Vanni Ocleppo, diffusé le 4 juin 1993 par BBC One,.
L'histoire fait l'objet d'un épisode, The Case of the Earl of Erroll, du docudrame télévisé Julian Fellowes Investigates: A Most Mysterious Murder, en 2005.
Le meurtre et le procès qui s'ensuit sont évoqués dans le roman de Lucinda Riley, The Sun Sister (publié en français sous le titre La Sœur du soleil).